# Сардар-е Багх-е Мелли (Ворота Национального сада)

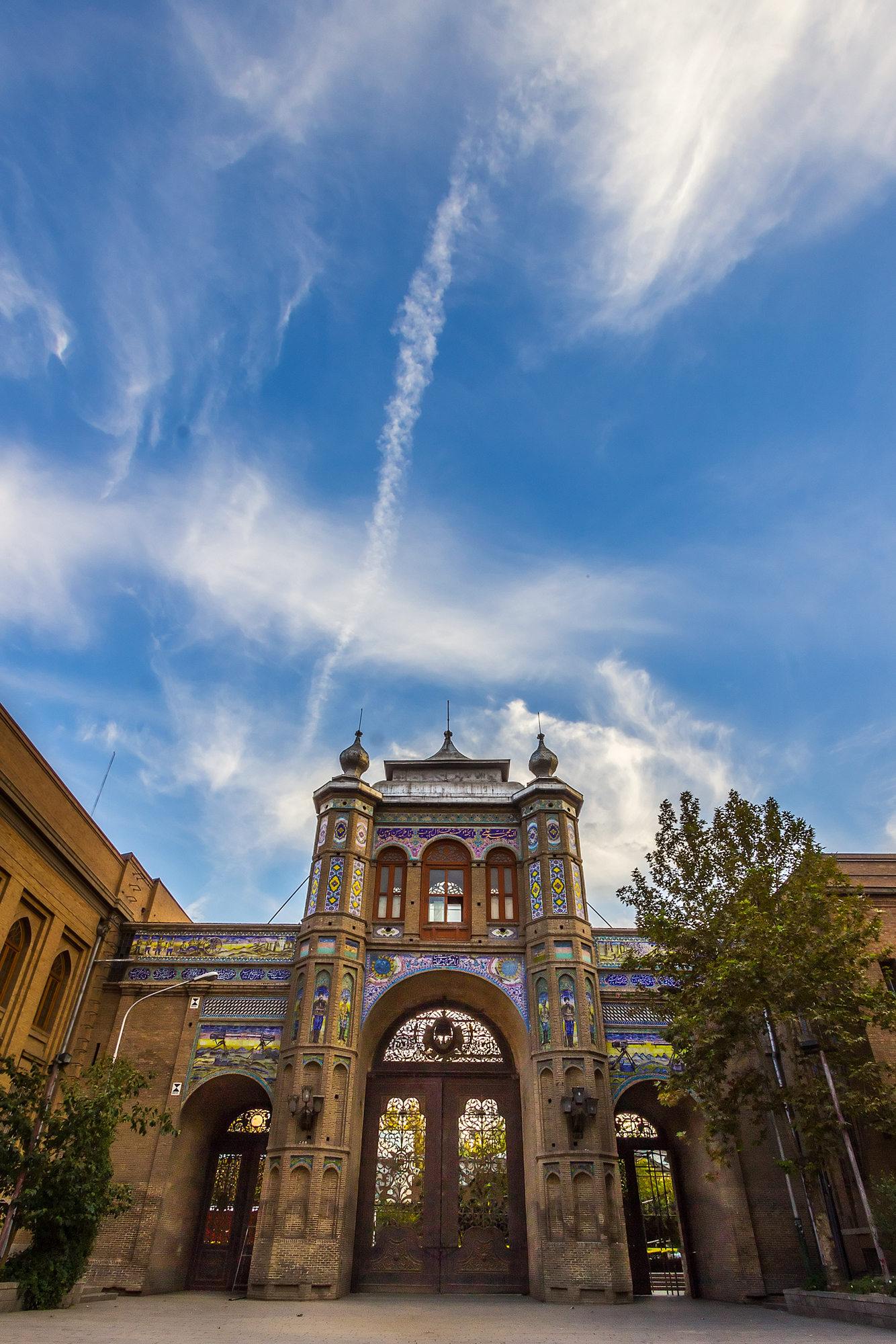

Ворота Национального сада (перс. سردر باغ ملی‎) принадлежат к постройкам эпохи Каджаров, и с 1944 года по 1948 год они были на реставрации под руководством Джафархана Кашани и теперь являются одним из символов города Тегеран. Это здание расположено на северной стороне улицы Имама Хомейни, на восточной стороне Министерства иностранных дел и на западной стороне Музея почты и телеграфа.
До основания башни Азади (башни Свободы) эти ворота были известны как главный символ столицы Ирана.

## Площадь Машгх
Площадь Машг (от перс. مشق  - муштровка, муштра) была одной из крупнейших военных площадей с длиной около 400 метров и такой же шириной. На ней располагались центральные казармы, и военные проходили строевую подготовку. Эта площадь была основана во времена Фатх Али-шаха Каджара и была обновлена и расширена в период Насер ад-Дин Шаха. 

Во время существования этой площади появились красивые ворота с двустворчатым входом и двумя закрытыми сводами, которые расположились на юго-восточной стороне площади, в восточной стороне ворот, которые имеются в настоящее время.  Те ворота были известны как «Ворота Насери», и иногда Насер ад-Дин Шах наблюдал с них за ходом строевой подготовки.

Одними из важных событий, которые происходили на этой площади, являются казнь Мирзы Резы Кермани, убийцы Насер ад-Дин Шаха, и казнь шейха Фазлуллы Нури.

## Особенности Ворот Национального сада
Ворота Национального сада, а затем и прилегающие к нему здания были построены в столице Тегеран по приказу непосредственно Резы-шаха, под руководством Джафархана Кашани и при поддержке Германии (до начала Второй мировой войны). Эти ворота были построены на восточной стороне старых ворот с такими же размерами и видом, а затем старые ворота были снесены. У новых ворот есть один большой проезд посередине и тротуары по обеим сторонам. Внешний дизайн соткан из текстов стихотворений Надима аль-Мулька, выложенных мозаикой изображений двух львов, которые держат корону, леопарда, солнца и льва, автомата и патронов.

Внутренний дизайн имеет следующие рисунки: сцена захвата Тегерана в ходе переворота 1921 года неподалеку от ворот и крепостной стены с башнями города (вероятнее всего, у ворот Казвина), фигур в полный рост воинов-кавалеристов, пулеметов и изображения ангелов победы, которые были более-менее восстановалены из камней древних арок.

Все три входных проема имеют чугунные ворота, сделанные Мохаммадом Али Кермани в Оружейной палате Тегерана.

Во время строительства прилежащих зданий, боковые части ворот и надписи были прикрыты. Со времен Исламской Республики были приняты попытки стереть изображения солнца и льва между флагами Ирана, с обеих частей стены над воротами и с внутренней стороны сводов. Вдобавок ко всему, металлический бюст Резы Шаха с верхней части чугунных ворот также был демонтирован.

Эти ворота 19 мая 1997 года были зарегистрированы под номером 1968 в качестве одного из национальных памятников Ирана.

## Дизайн и архитектура
Дизайнером этого здания является архитектор Джафархан Кашани. Естественно, другие архитекторы помогали ему. Мастер Исмаили проделал тяжелую работу, колонны были сделаны Каримом Маниже и мозаика на них была создана мастером Хакнегаром Могадамом.

Это здание спроектировано путем смешения иранского и европейского архитектурных стилей, особенно в области плиточной мозаики и бельведера. Фундамент этих Ворот, основание его восьмиугольных колонн и остальные колонны сделаны из кирпича. Плиточная мозаика в верхней части состоит из следующих изображений: арабесок, пулемета, поля битвы, Резы Шаха с пулеметом, двух ангелов победы, трехцветного флага Ирана, пушечного снаряд, леопарда, а также аятов Корана, имен имамов, написанных под бельведером. Над надписями внутреннего интерьера видны стихи Надима аль-Мулька. Плиточной мозаикой выложены изображения двух львов, которые держат корону, леопарда, солнца и льва, автомата и патронов. Есть проезд для транспорта посередине и с обеих сторон вход для пешеходов. Все три входных проема имеют чугунные ворота, сделанные Мохаммадом Али Кермани в Оружейной палате Тегерана. .

В верхней части здания были установлены наблюдательный пункт, место для литавристов и проходы для вооруженных сил. В плиточных работах этого здания есть элементы, посвященные перевороту третьего Эсфанда и завоеванию Тегерана Реза-ханом, среди которых разрушение башни и крепостной стены пушечными снарядами, Реза-шах в момент выстрела, два ангела победы.

## История названия
Это здание было построено в качество главных ворот площади Машгх, которая была военной территорией и находилась под управлением вооруженных сил. Вскоре после строительства этих ворот был запланирован и реализован план создания первого сада (парка) Тегерана (называемого «Национальный сад») на площади Машгх, и, следовательно, название этих ворот поменялось на «Ворота Национального сада». Но Национальный сад в таком виде продержался всего пару лет, позже на его территории были построены здания Министерства иностранных дел и Музея древнего Ирана. Но память об этом саде осталась в названии Ворот на площади Машгх, а сами Ворота Национального сада стоят на своем же месте в качестве символического памятника об архитектуре прошлых лет.